# Sylvisorex
Sylvisorex és un gènere de musaranyes de la família dels sorícids.

## Taxonomia
- Sylvisorex akaibei
- Musaranya del Camerun (Sylvisorex cameruniensis)
- Sylvisorex corbeti
- Musaranya de Grant (Sylvisorex granti)
- Musaranya de Howell (Sylvisorex howelli)
- Musaranya de Bioco (Sylvisorex isabellae)
- Musaranya de Johnston (Sylvisorex johnstoni)
- Musaranya de Kongana (Sylvisorex konganensis)
- Musaranya lunar (Sylvisorex lunaris)
- Musaranya ratolí del mont Camerun (Sylvisorex morio)
- Musaranya mesquera (Sylvisorex ollula)
- Sylvisorex oriundus
- Sylvisorex pluvialis
- Sylvisorex silvanorum
- Musaranya africana de volcà (Sylvisorex vulcanorum)